# Cordula (Vorname)
Cordula ist ein weiblicher Vorname.

## Herkunft und Bedeutung
Der Name geht wahrscheinlich zurück auf lateinisch cordus, spät geboren, und wurde später mit lateinisch cor (Genitiv cordis) in Verbindung gebracht und als „Herzchen“ gedeutet. Ein Zusammenhang mit dem Vornamen Cordelia ist unwahrscheinlich.

## Namenstag
- 22. Oktober

## Varianten
- Kordula

## Bekannte Namensträgerinnen
- Cordula (Heilige) († um 304 oder 451), auch Kordula, eine Heilige der katholischen Kirche
- Cordula Busack (* 1986), deutsche Fußball- und Handballspielerin
- Cordula von Fürstenberg († 1561), Äbtissin des adeligen Frauenstifts Geseke
- Cordula Güdemann (1955–2024), deutsche Malerin und Zeichnerin
- Cordula Hubrich (* 3. Juni 1937), deutsche Schauspielerin
- Cordula Kablitz-Post (* 1964), deutsche Regisseurin, Autorin und Filmproduzentin
- Kordula Klose (* 1955), deutsche Bildhauerin
- Kordula Kohlschmitt (* 1981), deutsche Tänzerin und Schauspielerin
- Cordula Kropp (* 1966), deutsche Soziologin und Hochschullehrerin
- Kordula Kühlem (* 1975), deutsche Autorin von Regionalkrimis mit Bezug zu Köln und Historikerin
- Cordula Möller (* 1968), deutsch-namibische Triathletin und Radrennfahrerin
- Cordula Nussbaum (* 1969), deutsche Autorin, Rednerin und Coach
- Cordula Rau, deutsche Architektin, Kuratorin und Publizistin
- Cordula Stratmann (* 1963), deutsche Komikerin und Kabarettistin
- Kordula Striepecke (* 1963), deutsche Kanutin
- Cordula Tollmien (* 1951), deutsche Historikerin und Kinderbuchautorin
- Cordula Trantow (* 1942), deutsche Schauspielerin, Regisseurin und Intendantin
- Cordula Wöhler (1845–1916), religiöse Schriftstellerin und Dichterin
- Cordula Zickgraf (* 1954), deutsche Schriftstellerin